# Battaglia di Zhizhi
La battaglia di Zhizhi fu combattuta nel 36 a.C. tra gli Xiongnu Occidentali e la dinastia Han, per la conquista della città di Zhizhi. La battaglia si concluse con la vittoria della dinastia Han, che catturò e deportò i soldati a difesa di questa città fino a Liqian.

## Ipotetica influenza romana
La città presentava delle caratteristiche molto particolari per i cinesi: erano presenti delle palizzate con tronchi di legno appuntiti; i soldati utilizzavano delle tattiche insolite (per esempio quella che venne chiamata "a scaglie di pesce", corrispondente alla testuggine romana); gli scudi erano a forma rettangolare (più frequenti in Cina quelli a forma sferica).
Tutti questi elementi hanno portato lo storico Homer Hasenpflug Dubs a pensare che questa città fosse stata assegnata alla difesa dei soldati romani catturati nella battaglia di Carre. Infatti, quelli sopra elencati sono tutti elementi caratteristici romani
Inoltre, sono stati effettuati dei test genetici sugli abitanti della città di Liqian e sono state riscontrate delle caratteristiche occidentali.